# أوجينول
اليوجينول أو الأوجينول (يسمى أيضا 4-أليل 2-ميتوكسيفينول) هو مركب كيميائي عطري له رائحة مميزة، صيغته الكيميائية C10H12O2، وكتلته المولية 164,201462 غ/مول. درجة انصهاره تحت ضغط 1 بار هي -9° درجة مئوية  ودرجة غليانه 253° درجة مئوية وتبلغ كثافته 1,06 كغ/ل. وهو قابل للذوبان في الإيثانول وثنائي كلورو ميثان وقليل الذوبان في الماء والكلوروفورم.
الأوجينول هو عبارة عن زيت عطري يشكل نسبة 82% تقريبا من زيت بذور القرنفل (عود النوار) ويتم تجفيف هذا الزيت بمجففات كيميائية أنهيدريدات مثل كبريتات الصوديوم من أجل الحفاظ على جودته أطول فترة ممكنة لأن هذا الزيت يتفاعل تدريجيا مع الماء الممزوج معه، ويعتبر هذا الزيت مفيد لآلام الأسنان.
يوجد الأوجينول في العديد من النباتات ومنها: القرنفل والترنجان.

## التحضير
يستخلص الأوجينول طبيعياً من زيت القرنفل وذلك بمزجه مع محلول من هيدروكسيد البوتاسيوم.

## الخواص
تعطي أكسدة الأوجينول (1) بمؤكسدات قوية مثل فوق منغنات البوتاسيوم أو الأوزون إلى تشكل الفانيلين (3)، مروراً بتشكل إيزو أوجينول (2) كمرحلة وسطية.